# Lars Bergendahl
Lars Bergendahl   (Sørkedalen, 30 de gener de 1909 - 22 de juny de 1997) va ser un esquiador de fons noruec que va competir durant la dècada de 1930. En el seu palmarès destaquen tres medalles d'or, una de plata i una de bronze al Campionat del Món d'esquí nòrdic, entre 1937 i 1939. El 1940 guanyà la cursa dels 50 quilòmetres al Festival d'esquí de Holmenkollen. Degut als seus èxits va rebre la medalla de Holmenkollen el 1939, compartida amb Sven Selånger i Trygve Brodahl.
Bergendahl va lluitar a la Campanya de Noruega després de la invasió alemanya de Noruega el 1940. Juntament amb altres esportistes va servir a la unitat d'esquí Sørkedalen kompani l'abril de 1940.